# Haloperidol
Haloperidol, được bán trên thị trường dưới tên thương mại Haldol cùng với một số tên khác, là một loại thuốc chống loạn thần điển hình. Haloperidol được sử dụng trong điều trị bệnh tâm thần phân liệt, co cơ mặt trong hội chứng Tourette, cuồng trí trong rối loạn lưỡng cực, buồn nôn và nôn, mê sảng, kích động, rối loạn tâm thần cấp tính, và ảo giác trong cai rượu. Chúng có thể được sử dụng qua đường miệng, hoặc tiêm vào cơ bắp, hoặc tiêm tĩnh mạch. Haloperidol thường hoạt động trong vòng ba mươi sáu mươi phút. Một công thức tác dụng kéo dài có thể được sử dụng dưới dạng tiêm mỗi bốn tuần ở những người bị tâm thần phân liệt hoặc các bệnh liên quan, những người đã quên hoặc từ chối uống thuốc.
Haloperidol có thể dẫn đến một loại rối loạn vận động được gọi là rối loạn vận động chậm phát triển, hậu quả có thể vĩnh viễn. Hội chứng ác tính thần kinh và kéo dài thời gian QT cũng có thể xảy ra. Ở những người lớn tuổi bị rối loạn tâm thần do chứng mất trí dẫn đến nguy cơ tử vong gia tăng. Khi dùng thuốc trong khi mang thai, chúng có thể mang đến các vấn đề cho em bé. Thuốc cũng không nên được sử dụng ở những người bị bệnh Parkinson.
Haloperidol được phát hiện vào năm 1958 bởi Paul Janssen. Thuốc được làm từ pethidine (meperidine). Nó nằm trong danh sách các loại thuốc thiết yếu của Tổ chức Y tế Thế giới, tức là nhóm các loại thuốc hiệu quả và an toàn nhất cần thiết trong một hệ thống y tế. Đây cũng là thuốc chống loạn thần điển hình thường được sử dụng nhất. Chi phí hàng năm của liều haloperidol điển hình là khoảng 20-800 bảng Anh tại Vương quốc Anh. Chi phí hàng năm ở Hoa Kỳ là khoảng $ 250.